# Šajeni

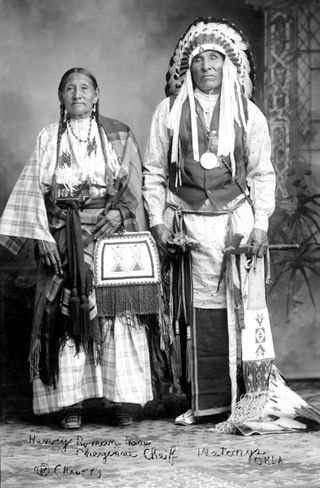
Orlí nos (Henry Roman Nose), jihošajenský náčelník a konzultant etnologa Mooneyho, se svou ženou. Foto Chaufty Studio, 1910. Tohoto muže nelze zaměňovat se slavným severošajenským válečníkem stejného jména, který padl v roce 1868. Vóo’xénéhe (Orlí nos) bývalo jedním z nejběžnějších jmen šajenských mužů.

Šajeni, česky také Čejeni, anglicky Cheyenne, jsou severoamerický indiánský národ patřící k algonkinské jazykové skupině. Jméno, pod nímž jsou dnes známi, pochází z dakotského výrazu šahíyena, „malí Kríové“ (Parks 2001, 880). Sami se označují tsétsėhéstȧhese (tsitsistas), přibl. „ti, kteří jsou stejní“.
Kolem roku 1800 byl jejich počet odhadnut na 3 500 a během první poloviny 19. století, v období šajenské prosperity, ještě rostl. V roce 1890, po skončení válek se Spojenými státy, bylo zaznamenáno pouze 3 137 Šajenů (Moore aj. 2001, 880). Jejich populace klesala až do počátku třicátých let, kdy bylo Šajenů jen asi 2 500 (Moore 1996: 145). Potom došlo k prudkému obratu. V roce 2000 uvádějí statistiky přibližně 15 500 osob hlásících se ke kmeni (Moore aj. 2001, 880).

## Historie
Jako první se s Šajeny setkali v roce 1680 Francouzi. V té době žili Šajeni v lesích kolem pramenů Mississippi v dnešní Minnesotě. Pod tlakem jiných indiánských skupin, jejichž migraci vyvolal příchod Evropanů do oblasti Velkých kanadských jezer, se začali Šajeni pohybovat k západu. Načas se zastavili u řek Sheyenne, Red a posléze Missouri, kde zakládali stálé vesnice a věnovali se pěstování kukuřice, fazolí, tykví a sezonnímu lovu bizonů.
Kolem roku 1740 získávali první koně a překračují řeku Missouri. Do roku 1800 všichni přešli ke kočovnému způsobu života, k celoročnímu lovu bizonů a chovu koní. V té době sídlili východně a severně od Černých hor (Black Hills).
Někdy v polovině 18. století se setkávají s malým algonkinským kmenem Sutajů (só’taeo’o). Během 19. století se Sutajové stali pevnou součástí šajenského táborového kruhu, z větší části se asimilovali a ztratili svůj jazyk.
Na počátku 19. století se Šajeni potýkali s Lakoty o loviště kolem Black Hills. Nakonec početnějším Lakotům ustoupili do oblastí západně a jižně od Černých hor. Uzavřeli spojenectví s Arapahy a později i Lakoty. Díky výhodným spojeneckým svazkům, bojovnosti a tvrdosti, systému válečnických společností a sjednocení kmene kolem náboženských symbolů nepočetní Šajeni vytlačili Kajovy, Júty, Póníje a Osedže. Skrze únosy žen, adopce i regulérní sňatky se Šajeni silně smísili s okolními kmeny.
Do roku 1830 ovládli rozsáhlou oblast od východního Wyomingu po řeku Arkansas. Rozdělili se na severní a jižní větev. Toto rozdělení není náhodné, ale má historické opodstatnění. Především jižní Šajeni bohatli z mezikmenového obchodu a z obchodu s bílými. Vztahy mezi Šajeny a evropskými obchodníky, cestovateli a lovci jsou vcelku přátelské.
Od 50. let 19. století však Šajeni vzdorovali tlaku osadníků a zlatokopů. Přívrženci ozbrojeného odporu v čele s válečnickou společností Psích mužů (hotamétaneo’o), také známou jako Psí vojáci, se odštěpili od jižních Šajenů a vytvořili vlastní skupinu, k níž se připojilo mnoho mladých mužů i se svými rodinami. Tito lidé se zapojili do šarvátek v Coloradu, Kansasu a Nebrasce. Šířili strach mezi osadníky. Místní domobrana a armáda se náhodně mstila na jihošajenských táborech, často těch, které se na konfliktu nepodílely. Tak došlo v roce 1864 k masakru u Sand Creeku a v roce 1868 k masakru u Washity.
Tyto masakry, porážka Psích vojáků u Summit Springs (1869) a dramatický úbytek zvěře zlomily vojenskou moc jižních Šajenů. Byli usazeni do rezervace v Oklahomě spolu s jižními Arapahy a museli se adaptovat na nové podmínky. K poslednímu ozbrojenému vystoupení jižních Šajenů došlo v roce 1874, kdy se spojili s Kajovy, Komanči a Arapahy v tzv. válce za záchranu bizonů na jižních planinách.
Severní Šajeni byli zpočátku stranou hlavních cest a zájmu osadníků. Sblížili se s Lakoty a severními Arapahy. Společně v letech 1865–6 vytlačili americké jednotky z východního Wyomingu. Tlak na indiánské území kolem Černých hor však v polovině 70. let sílil. Vrcholil slavnou porážkou generála Custera u Little Big Hornu (1876), po níž ale následovalo pouze pronásledování a odchod severních Šajenů a Lakotů do rezervace.
Velká část severních Šajenů byla poslána ke svým příbuzným do oklahomské rezervace. Seveřané zde čelili nepříznivým podmínkám a náčelníci se rozhodli k zoufalému pokusu probít se na počátku zimy s necelými třemi stovkami žen, dětí, starců a válečníků do Wyomingu. Mnoho lidí zahynulo, ale srdnatý odpor a utrpení Šajenů pohnulo americkou vládou natolik, že vyhradila severním Šajenům roku 1884 rezervaci v jihovýchodní Montaně. Henry Tall Bull, jeden ze severních Šajenů, to vyjádřil slovy: „Tato rezervace byla vykoupena krví mužů, žen a malých dětí, kteří tu noc zemřeli, aby se ostatní mohli vrátit domů“ (Moore 1987, 230).

### Současnost
Dnes se Šajeni zdržují především v západní Oklahomě a v montanské rezervaci se střediskem Lame Deer. Oklahomští Šajeni ztratili na konci 19. století díky politice rozparcelování (Allotment Act) značnou část rezervace. Hlavním zdrojem obživy Šajenů jsou poplatky za pronájem půdy a těžebních práv, zemědělství, drobný prodej předmětů pro turisty, příležitostná práce ve velkých městech a v Oklahomě provozování hazardních her.
Velká část Šajenů se hlásí k některé z křesťanských církví, což však christianizovaným Šajenům nebrání věnovat se tradičnímu náboženskému životu. Původní náboženská tradice je dosud mezi Šajeny velmi silná. Fyzický zánik již Šajenům nehrozí, hrozí však rychlý zánik tradiční kultury a jazyka.
Šajeni mají v současnosti početnou skupinu vysokoškolsky vzdělaných lidí. Například jeden ze severošajenských předáků, bývalý ochránce posvátné bizoní čapky Joe Little Coyote, je absolventem Harvardu. Henrietta Mannová, autorka několika odborných knih, je univerzitní profesorkou, Richard West mladší ředitelem světoznámého National Museum of American Indian v New Yorku, Ben Nighthorse Campbell senátorem federálního senátu. Ani na uměleckém poli Šajeni nezaostávají. Ve světě znají např. jihošajenského básníka Lance Hensona, výtvarníka Richarda Westa staršího a Merlina Little Thundera. Průkopník indiánské kinematografie Chris Eyre pochází ze smíšené, šajensko-arapažské rodiny.
Rubem šajenské mince jsou velké potíže s nezaměstnaností, alkoholismem, ztrátou identity, mizením jazyka, civilizačními chorobami, tlakem těžebních společností. Především jižním Šajenům v Oklahomě komplikuje život rasizmus a předsudky většinové společnosti. Kvůli roztroušenému usídlení zde nemají vlastní školství a začleňování šajenských dětí do výuky ve státních školách působí oklahomským Šajenům velké potíže. Šajeni dosahují průměrného příjmu na hlavu od 2 000 do 3 000 dolarů ročně, což většinu šajenských rodin řadí pod hranici chudoby. Řešení mnoha problémů ztěžuje rivalita mezi šajenskými velkorodinami (Moore 1996).

## Kmenová organizace
Kolem roku 1850 tvořilo šajenský táborový kruh deset nezávislých skupin (manaho). Jejich velikost kolísala od 150 do 800 příslušníků. Nejpočetnější byli severošajenští Ȯhmésėhese (Jedlíci). Dalšími početnými skupinami byli jihošajenští Heévȧhetaeo’o (Lidé provazů), Hotamétaneo’o (Psí lidé), Oévemanaho (Strupovití), Sutajové a Hesé’ometaneo’o (Lidé z hřebenů) (Moore 1987). 
Muž obvykle vyhledával manželku v jiné skupině a po svatbě se připojil k její skupině. Toto pravidlo nerespektovali Psí lidé. Pravidlo exogamie neplatilo pouze mezi Sutaji, kteří bývali původně samostatným kmenem (Moore 1987). Před usazením v rezervaci bývalo běžné, že měl muž dvě a více manželek. Takových sňatků mohlo být 25 až 30 procent. Spolumanželky bývaly většinou sestry nebo sestřenice.
Každou posvátnou skupinu tvořily rodinné tábory (kolem 25 osob) v čele s hlavou rodiny a náčelnické skupiny (asi 40 osob). Tato skupina se organizovala okolo náčelníka, který patřil do 44členné náčelnické rady. V rukou šajenských náčelníků se také soustřeďoval obchod. Přesto nebyla moc šajenských náčelníků vůbec automatická. Závisela na autoritě a úctě. Nejznámějšími náčelníky 19. století byli Černý kotlík, Malý kojot, Jitřenka (Tupý nůž), Vysoký vlk, Žlutý kojot, Malý plášť a Větrný vír. Instituce náčelníků dosud existuje (Moore 1987; Moore 1996).

### Mužské a ženské spolky
V polovině 19. století konkurovali v oblasti politické moci náčelníkům vůdci válečnických spolků. K těmto spolkům patřila většina bojeschopných šajenských mužů. V každém takovém spolku byli organizováni muži různého věku. Míval jednoho vůdce a několik podnáčelníků. Další vážení válečníci bývali poctěni opatrováním posvátných předmětů společnosti (kopí, šerpa, malované týpí, skalpové nohavice apod.). Ke spolku také obvykle náležely čtyři svobodné dívky, které měly reprezentativní a ceremoniální roli. Nejstaršími válečnými spolky byly Červené štíty, Parohové škrabky (Zahnutá kopí), Liščí (Kojotí) muži a Psí muži. Na počátku 19. století vznikl mezi jižními Šajeny spolek Vlčích bojovníků (později známý jako Lukové tětivy) a mezi severními Šajeny spolek Bláznivých psů. Každý válečnický spolek měl své insignie, obřady a charakteristické rysy.
Spolky a jejich vůdci byli v období válek velkou politickou silou. Psí muži dokonce zformovali vlastní sídelní skupinu a podobné pokusy učinili i Parohové škrabky a Liščí muži (Moore 1987). Jako předáci válečnických společností prosluli např. Orlí nos, Naježený medvěd, Vysoký býk, Malý kojot, Kamenné tele, Bílý štít a Chromý bílý muž. Kromě Červených štítů fungují spolky v pozměněné podobě dodnes. Mají několik desítek členů, většinou veteránů americké armády, kteří patří mezi šajenské politické a náboženské vůdce (Moore 1996).
Také ženy měly své spolky. Nejznámější jsou tsémonéstovésėhe’eo’o („ženy, které jsou vybrány“) neboli monenéheo’o („ty vybrané“), které vytvářely špičkové ostnové aplikace. Spolek (či řemeslný cech) se podílel na výrobě šajenských náboženských předmětů. Mnohé z těchto žen byly šamankami (Powell 1981, xxxviii).
Některé spolky měly především náboženskou funkci. Např. Opačnický spolek sdružoval šamany a šamanky, kteří se při obřadech vyznačovali podivným, obráceným chováním. Hrál důležitou roli při obřadu mȧsėháome.

### Příbuzenský systém
Šajenský muž považoval otcovy bratry za své otce a jejich syny za své bratry. Šajenka se dívala na matčiny sestry jako na své matky a na jejich dcery jako na sestry. Okruh sourozenců se tak rozšiřoval i na některé bratrance a sestřenice. Ženatý muž se snažil vyhýbat své tchyni a téměř nikdy s ní nekomunikoval přímo. Stejná pravidla platila pro snachu a jejího tchána, kterého označovala jako dědečka. Zvláštní příbuzenská vazba existovala mezi šajenskou dívkou a její tetou z otcovy strany. Navzájem se nazývaly výrazem, který lze volně přeložit jako „jmenovkyně“. Tradiční příbuzenský systém je v šajenských rodinách silně zakořeněn.

## Jazyk
Šajenština patří k algonkinské jazykové skupině. Je charakterizován jako polysyntetický, tzn. že jednotlivé výrazy a morfémy se skládají do větších celků, které pak nabývají dalších významů. Šajenština má pouhých 14 hlásek, mezi nimi tzv. ráz, který čeština za samostatnou hlásku nepovažuje. Nezná např. b, d, l, r, u, z. Samohlásky se vyslovují až pěti různými tóny, kromě prostředního především vysokým a velmi vysokým tónem. Některé jsou neznělé (šeptané). Předpokládá se, že šajenština využívá až 40 různých koncovek plurálu (Alford 1974, 15). Rozlišuje exkluzívum a inkluzívum. Podstatná jména jsou životná a neživotná. Větné členy mají ve větě pevné postavení (Leman 1980).
Mluva severních a jižních Šajenů se od sebe nijak zvlášť neliší. Rozdíly ve výslovnosti a používání určitých výrazů existují spíše mezi jednotlivými rodinami a místními komunitami (Chief Dull Knife College 2003). Sutajský dialekt upadal ve 2. polovině 19. století rychle v zapomnění a dnes ho nikdo nepoužívá (Goddard 1978).
Zápis jazyka, založený na latince, používají jižní a severní Šajeni odlišný. Severošajenská kmenová rada se ve spolupráci s Chief Dull Knife College snaží prosadit diakritický zápis vytvořený lingvisty na počátku sedmdesátých let 20. století. Na konci tisíciletí mezi jižními Šajeny hovořili plynule šajensky většinou jen lidé starší 40 let, mezi severními Šajeny asi 40 % populace. Šajenština zůstávala jazykem obřadů a její znalost byla mezi tradicionalisty velmi oceňovaná (Moore aj. 2001). Podle aktuálního šetření hovoří plynně šajensky něco málo přes 300 severních Šajenů, mezi jižními Šajeny nejvýše několik desítek osob; v drtivé většině se jedná o lidi nad 60 let (Leman 2014).

## Duchovní kultura
Šajeni věří v posvátnou tvořivou sílu, kterou nazývají ma’heo’o. Ta stvořila posvátné osoby či mocné duchy, kterými naplnila vesmír, a kteří se podílejí na jeho běhu. Čtyři duchové sídlí na jihovýchodním, jihozápadním, severozápadním a severovýchodním okraji světa. Další duchové jsou na obloze – sluneční a měsíční duch, hrom, duch deště, hvězdy, větrný vír, duchové posvátných ptáků. V zemi sídlí duch, kterého Šajeni oslovují „naše babička“ (éštšemane).
Horizontálně Šajeni rozdělují vesmír do sedmi sfér. Horní svět má dvě sféry, prostřední svět čtyři sféry a dolní svět sféru jedinou (Schlesier 1987). Nejvyšší sféra je dokonale duchovní a mužské povahy, sféra nejnižší obsahuje ženský princip he’estȯtse, esenci ženského a materiálního. Směrem vzhůru přibývá duchovního a ubývá materiálního (Moore 1974).
Šajeni vidí svět jako místo, které vytvářejí vzájemným působením protikladní duchové. Hrom, který přináší teplo, bojuje se Zimním starcem o nadvládu nad světem v horizontu ročních období. Sluneční a měsíční duch se spolu střídají každý den.
Další významnou myšlenkou šajenského náboženství je respekt k duchovní hierarchii. Ma’heo’o vyzařuje energii (éxȧhestȯtse) do celého vesmíru. Největší množství získávají mocní duchové. Každé stvoření je nadáno duchem. Síla jeho ducha závisí na tom, jak blízko je mocným duchům, od nichž může čerpat sílu. Za velice silné a posvátné jsou považováni např. ptáci, protože mají blízko k mocným duchům na obloze, nebo jezevec, který vyhrabává hluboké nory a žije v blízkosti zemního ducha. Člověk stojí až na dně této hierarchie. Je považován za ubohého a nevědomého. Ma’heo’o ho však obdařila vynalézavostí, aby si ulehčil hmotný život, a náboženstvím, aby se naučil získávat sílu od mocných duchovních bytostí i zvířecích a rostlinných duchů (Moore 1974).
Na vzniku lidského života se podílejí muž a žena, kteří poskytují krev a tkáně, a ma’heo’o, která oživuje a dává duši. Tento dar ma’heo’o má dvě složky: omotome („dech“) a mȧhta’sóoma („stín“), duchovní potenciál složený ze čtyř oddělených sil, dvou „dobrých“ a dvou „bláznivých“ (Straus 1977).

### Ceremonie
Obřady pokládají Šajeni za potřebné pro zdravý a úspěšný život jednotlivce, rodiny i kmene. Připomínají Šajenovi vesmírný řád, připravují ho na přijetí síly a přinášejí požehnání. Jejich součástí jsou písně, modlitby, malování těla, kouření dýmky, drobné obětiny apod. Obřady řídí a provádějí zasvěcení obřadníci, muži i ženy. Jejich autoritu Šajeni všeobecně uznávají a tradicionalisté varují před tím, aby obřady prováděli nepoučení lidé s nesprávnou motivací. Pak se síla může obrátit proti nim a jejich blízkým.
Obřadníci se zaměřují na jeden, nebo několik málo obřadů. Pokud člověk potřebuje uskutečnit určitý obřad, vyhledá příslušného „specialistu“ a nabídne mu obřadní dary, případně s ním kouří dýmku, aby byla dohoda stvrzena v přítomnosti duchů. Důležitými ceremoniemi jsou dodnes obřad v potní chýši (émaome, vonȧheome), dýmkový obřad, postění na posvátné hoře Bear Butte. Na konci 19. století se mezi Šajeny rozšířil z Mexika tzv. pejotlový kult.
Kromě obřadů, které mají osobní nebo rodinný charakter a účastní se jich nanejvýš několik desítek lidí, provádějí Šajeni obřady, které připravují na přijetí síly celý národ. Konají se v letním období a trvají několik dní. Patřil sem do roku 1927 velký lovecký obřad známý jako mȧsėháome. Dodnes sem patří obřad obnovy čtyř posvátných šípů a obřad bizoní čapky. Kromě specificky šajenských obřadů se každoročně koná známý obřad slunečního tance, kterého se účastní až polovina všech Šajenů.

### Kulturní hrdinové
Vlastní Šajeni měli velkého proroka jménem Motsé'eóeve, který jim přinesl posvátné šípy, první štít, skalpovou košili a myšlenku založit válečnické společnosti. Vším ho obdařili mocní duchové v útrobách posvátné hory Bear Butte na severovýchodním okraji Černých hor. Šajeni říkají této hoře nóávóse, „hora obdarování.“ Má obrovský význam v jejich mytologii a obřadním systému. Slavným prorokem Sutajů byl Tomȯsévėséhe (Vztyčené rohy), který přinesl ze sutajské posvátné hory bizoní čapku a sluneční tanec.
Šajeni věří, že duchové proroků jsou s nimi neustále a pomáhají Šajenům v nejtěžších chvílích.

## Český název
Afrikanista Josef Kandert nedávno napsal (Etnologický časopis Český lid 92/2005(3): 226–227): „V témže časopise (Naše řeč) předložil [dr. Zdeněk Salzmann] k diskusi svou představu o unifikaci přepisu názvů indiánských kmenů Severní Ameriky (1991-1992). Bohužel, jeho iniciativa neměla v českých amerikanistických kruzích velkou odezvu, a pokud to stačím sledovat, ke škodě oboru panuje v této věci nadále chaos.“ Také označení Šajenů je v češtině dosti rozkolísané. Ačkoli všechny používané tvary vycházejí z francouzského, potažmo anglického výrazu Cheyenne, který je transkripcí dakotského šahíyena, některé se jeho fonetické podobě poněkud vzdalují. Mezi nejstaršími názvy se objevuje „Šejenové“ (Ottův slovník naučný, 1888–1909), „Čeyeni, Čeyenové“ (Čestmír Loukotka, Indiáni severoameričtí, 1931) nebo nepočeštěné „Cheyennové“ (Miloslav Stingl, Indiáni bez tomahavků, Praha 1966). Václav Šolc prosazoval název „Čejenové“ (Indiánské historie, Československý spisovatel 1977) nebo „Čejeni“ (Indiánskou stezkou, Albatros 1982). Také Mnislav Zelený (Indiánská encyklopedie, Albatros 1994) dává přednost názvu „Čejeni“. Lingvista Zdeněk Salzmann („Příspěvek k vytvoření českých podob indiánských jmen“, Naše řeč 55/1977 : 250–262) navrhl formu „Šajeni/Šajenové“. Poprvé ji aplikoval Dušan Zbavitel v překladu knihy Mé srdce pohřběte u Wounded Knee (Dee Brown, Odeon 1976). Tato forma se postupně prosazuje (Václav Hubinger aj., Národy celého světa, Praha 1985; Moore 2003; Heřmanský 2004; a další). Amerikanistka Kateřina Klápšťová (Etnologický časopis Český lid 92/2005(3): 310) komentuje problematiku etnonyma Šajenů takto: „Bohužel pravidla české podoby etnických jmen se v některých případech prosazovala velice pomalu, což lze nejlépe demonstrovat na jménu Cheyenne, jehož fonetická podoba je Šajena, v češtině Šajena/Šajenové. V české encyklopedické literatuře je toto jméno však stále chybně uváděno ve formě Čejenové.“

## Fosilie a mytologie
Jak zmiňovali např. George B. Grinnell. Rodolphe Petter, Karl Schlesier nebo etnoložka Adrienne Mayor, Šajeni dobře znali zkameněliny pravěkých tvorů, včetně populárních druhohorních dinosaurů. Šajenská tradice tyto fosilie považuje za pozůstatky tajemného tvora, který se v šajenštině označuje výrazem axe. Podle některý šajenských mýtů žije ve vodě a připomíná velikého hada, jiné zdroje hovoří o suchozemském stvoření podobném nosorožci.